# Fushan (sockenhuvudort i Kina, Jiangxi Sheng)
Fushan är en sockenhuvudort i Kina. Den ligger i provinsen Jiangxi, i den sydöstra delen av landet, omkring 19 kilometer söder om provinshuvudstaden Nanchang. Antalet invånare är 17 228. Befolkningen består av 8 106 kvinnor och 9 122 män. Barn under 15 år utgör 26,0 %, vuxna 15-64 år 65 %, och äldre över 65 år 7,0 %.
Runt Fushan är det tätbefolkat, med 476 invånare per kvadratkilometer. Närmaste större samhälle är Nanchangshi, 16,4 km norr om Fushan. Trakten runt Fushan består till största delen av jordbruksmark.
Genomsnittlig årsnederbörd är 2 190 millimeter. Den regnigaste månaden är juni, med i genomsnitt 367 mm nederbörd, och den torraste är oktober, med 28 mm nederbörd.